# 藤山コンツェルン
藤山コンツェルン（ふじやまコンツェルン）は、大日本製糖（現・大日本明治製糖）を中心とする財閥である。
大日本製糖の経営を藤山雷太が引き受けたことを淵源として、大日本精糖による安定した製糖収入を背景に、化学・機械工業に進出。
雷太の死後は息子・愛一郎（元外務大臣・元日本商工会議所会頭・初代日本航空会長）が暖簾を引き継いだものの、愛一郎が政界進出によって持ち株を放出したことに加え、主力事業の製糖業と化学肥料が不振に陥り、日東製紙が事業停止に追い込まれたことを切っ掛けに、グループとしての藤山コンツェルンは解体した。

## 関係企業
- 大日本製糖（現・大日本明治製糖）
- 日東化学工業（1998年、三菱レイヨンに吸収合併される）
- 日本コロムビア
- 日東金属鉱山 - のちに同和鉱業系列となる
- 日本ナショナル金銭登録機（現・日本NCR）
- ホテルニュージャパン（横井英樹に売却の後、火災で廃業）
- 日東製紙（山口県萩市に工場があり、竹パルプを原料としていた）
- 日東物産商事（日東化学直系の肥料商社・現在は伊藤忠商事傘下）
- 神港製粉
- 日東海陸運輸
- 北陸製塩工業
- 台湾糖蜜
- 日本糖商
- 鍵三
- 三立製菓
- 南方漁業開発
- 武蔵中央電気鉄道
- 日本アドレソグラフ・マルティグラフ

## 関連文献
- 田中宏著『藤山コンツェルン』（青蛙房、1958年）